# Kærpadderok
Kærpadderok (Equisetum palustre), ofte skrevet kær-padderok, er en 10-50 cm høj sporeplante, der vokser på våde enge og i vandhuller. Hele planten indeholder kiselsyre i form af små, skarpe krystaller, der udskilles på ydersiden af cellerne. Planten er temmelig giftig.

## Beskrivelse
Kærpadderok er en flerårig urt med en opret vækst. Skuddene er grønne og har fotosyntese i både skud og blade. På disse skud sidder de endestillede, kogleagtige sporehuse. Alle skud er furede, leddelte og hule (undtagen ved leddene). Fra hovedskuddets led dannes der kransstillede sideskud, der er bygget ganske som hovedskuddet. Bladene er bittesmå og skælformede, og de sidder i kranse ved leddene enten på hovedskuddet eller på sideskuddene.
Rodnettet består af et dybtliggende og vidt forgrenet netværk af jordstængler (rhizomer) og nogle spinkle trævlerødder. Kærpadderok har dybtliggende jordstængler med stjerneformet tværsnit, og den kan have op til 100 gange større biomasse af rhizomer end af overjordiske dele.
Højde x bredde: 0,50 x 0,30 m.

## Kendetegn
Kærpadderok ligner agerpadderok, men hos kærpadderok er bladskederne meget længere end det inderste led på sideskuddene. Desuden er sideskuddene ikke skarpt firkantede som hos agerpadderok, men derimod afrundet femkantede.

## Voksested
Arten hører hjemme overalt i Europa og Asien, hvor den foretrækker lysåbne og fugtige, vældprægede områder med et lavt indhold af plantenæringsstoffer. Den er almindelig i Danmark, især i Østdanmark på våde enge, ved vandhuller og i væld.
I Drežniča karstområdet på vestsiden af Velika Kapela-bjergmassivet i Kroatien findes arten sammen med bl.a. alm. fredløs, kattehale, alm. mjødurt, blåtop, gul frøstjerne, lægebaldrian, lægekvæsurt, sumpkællingetand og sumpsnerre